# O Fantasma de Manhattan
O Fantasma de Manhattan (The Phantom of Manhattan, no original) é um livro do escritor britânico Frederick Forsyth, uma sequência para o musical de Andrew Lloyd Webber, vagamente baseado no romance de Gaston Leroux. Forsyth é consagrado pelos seus romances de ação e espionagem, e o Fantasma de Manhattan marca sua estréia no gênero terror, reinventando um clássico da literatura internacional, O Fantasma da Ópera. 
O início de O Fantasma de Manhattan é narrado por uma doente Madame Giry, e defini-se no início de 1900. Pessoas famosas da época, como Theodore Roosevelt, fazem aparições. De acordo com a história, Christine Daaé se casou com Raoul, e o casal tem um filho chamado Pierre, enquanto Erik, o Fantasma da Ópera tornou-se um empresário em Manhattan. Foi publicado  em 1999 e recebeu críticas negativas tanto dos especialistas e público em geral.
Love Never Dies, musical de Andrew Lloyd Webber, sequência do seu O Fantasma da Ópera, é vagamente inspirado no livro de Forsyth.